# ابراهیم دیاکی
ابراهیم دیاکی (انگلیسی: Ibrahim Diaky؛ زادهٔ ۲۴ مهٔ ۱۹۸۲) یک بازیکن فوتبال اهل ساحل عاج است.
از باشگاه‌هایی که در آن بازی کرده‌است می‌توان به باشگاه فوتبال اسپرانس تونس، باشگاه فوتبال ای‌اس‌ای‌سی میموزاز، الجزیره امارات، العین، العین، تیم ملی فوتبال ساحل عاج، و تیم ملی فوتبال امارات متحده عربی اشاره کرد.
وی همچنین در تیم ملی فوتبال Côte d'Ivoire بازی کرده است.